# 奥芬比特尔
奥芬比特尔是德国石勒苏益格－荷尔斯泰因州的一个市镇。总面积13.95平方公里，总人口284人，其中男性140人，女性144人（2011年12月31日），人口密度20人/平方公里。